# Харрис (тауншип, Миннесота)
Харрис (англ. Harris) — тауншип в округе Айтаска, Миннесота, США. На 2010 год его население составило 3253 человека. Тауншип был назван в честь Данкана Харриса, одного из поселенцев.

## География
По данным Бюро переписи населения США площадь тауншипа составляет 92,9 км², из которых 82,6 км² занимает суша, а 10,3 км² — вода (11,04 %). Харрис находится на берегу озера Покегама.
Через тауншип проходит скоростная автомагистраль  US 169.

## Население
В 2010 году на территории тауншипа проживало 3253 человека (из них 51,5 % мужчин и 48,5 % женщин), насчитывалось 1297 домашних хозяйств и 957 семей. На территории города было расположено 1632 постройки со средней плотностью 19,8 построек на один квадратный километр суши. Расовый состав населения: белые — 97,3 %, афроамериканцы — 0,1 %, коренных американцы — 0,7 %, азиаты — 0,4, другие расы США — 0,3, две или более других рас — 1,3 %.
Население города по возрастному диапазону по данным переписи 2010 года распределилось следующим образом: 24,2 % — жители младше 21 года, 58,3 % — от 21 до 65 лет, и 17,5 % — в возрасте 65 лет и старше. Средний возраст населения — 46,2 лет. На каждые 100 женщин в Харрисе приходилось 106,0 мужчин, при этом на 100 совершеннолетних женщин приходилось 105,6 мужчин сопоставимого возраста.
Из 1297 домашних хозяйств 73,8 % представляли собой семьи: 65,1 % совместно проживающих супружеских пар (20,4 % с детьми младше 18 лет); 4,9 % — женщины, проживающие без мужей, 3,8 % — мужчины, проживающие без жён. 26,2 % не имели семьи. В среднем домашнее хозяйство ведут 2,50 человека, а средний размер семьи — 2,85 человека. В одиночестве проживали 20,7 % населения, 8,8 % составляли одинокие пожилые люди (старше 65 лет).
В 2014 году из 2672 человек старше 16 лет имели работу 1564. В 2014 году медианный доход на семью оценивался в 73 520 $, на домашнее хозяйство — в 69 893 $. Доход на душу населения — 30 073 $ в год.